# ORP S-3
ORP S.3 (oznaczenia brytyjskie: MA/SB 45, MGB 45) − polski ścigacz artyleryjski z okresu II wojny światowej, jeden z dwóch okrętów typu British Power Boat 63′ wydzierżawionych od Wielkiej Brytanii przez Marynarkę Wojenną w 1940 roku. W literaturze znany też pod nieoficjalną nazwą „Wyżeł”, która jednak prawdopodobnie nie była używana. Uczestniczył w licznych patrolach i kilku potyczkach z niemieckimi lekkimi siłami morskimi w rejonie kanału La Manche od sierpnia 1940 roku. Pozostawał w służbie do maja 1943 roku. Po wojnie przebudowany na jacht motorowy.

## Historia
Na początku 1939 roku Polska zamówiła w brytyjskiej stoczni J. Samuel White w Cowes dwa ścigacze torpedowe. Nie zdążyły jednak zostać zbudowane przed wybuchem II wojny światowej, po czym zamówienie zostało przejęte przez marynarkę brytyjską Royal Navy. Po zawarciu 18 listopada 1939 roku polsko-brytyjskiej umowy morskiej, Kierownictwo Marynarki Wojennej podjęło decyzję o ukończeniu zamówionych ścigaczy dla Marynarki Wojennej odtworzonej w Wielkiej Brytanii. Latem 1940 roku ustalono jednak, że Polska przejmie tylko jeden z zamówionych okrętów, S.1, natomiast Admiralicja brytyjska zaoferowała w zamian dwa mniejsze bliźniacze ścigacze, późniejsze S.2 i S.3. Według niektórych informacji, przyczyną tego miało być uszkodzenie drugiego budowanego w Cowes ścigacza (MA/SB 47) przez lotnictwo.
Przekazane jednostki były budowane na zamówienie Szwecji w stoczni British Power Boat w Hythe pod oznaczeniami T 1 i T 2 i również przejęte po wybuchu wojny przez Royal Navy jako MA/SB 44 i 45. Ich projektantem był twórca łodzi wyścigowych Hubert Scott-Paine i razem z czterema dalszymi kutrami budowanymi dla Norwegii przedstawiały typ określany jako ścigacz BPB 63′ (63-stopowy) trzeciej serii. Pierwotnie miały być ścigaczami torpedowymi, lecz Brytyjczycy zdecydowali wykorzystać je do celów przeciwpodwodnych (MA/SB, Motor Anti/Submarine Boat), pozostawiając na nich tylko lekkie uzbrojenie artyleryjskie oraz bomby głębinowe. Nie wyposażono ich jednak w przewidziane hydrolokatory do poszukiwania okrętów podwodnych i w styczniu 1941 roku przeklasyfikowano je na kutry artyleryjskie (MGB, Motor Gun Boat).
Ścigacz, oznaczony tymczasowo jako nr III, otrzymał ostatecznie w polskiej służbie oznaczenie S.3. Równolegle nosił oznaczenie brytyjskie MA/SB 45, a od stycznia 1941 roku, po zmianie systemu oznaczeń, MGB 45. W piśmie z 8 stycznia 1941 roku Kierownictwo Marynarki Wojennej wskazało, że przed oznaczeniami ścigaczy nie należy używać skrótu ORP, co jednak było niezgodne z przedwojennymi przepisami. Według części literatury powojennej ścigacz nosił także polską nazwę „Wyżeł”, lecz nie była ona oficjalna i obecnie wątpliwe jest, czy w ogóle była szerzej znana i używana (o nadanie takich nazw wnioskował nieskutecznie w grudniu 1940 roku dowódca grupy ścigaczy por. mar. Tadeusz Dąbrowski). Spotykana jest też informacja o oznaczeniu MGB 205, ale brak jest jego potwierdzenia. 11 lipca 1940 roku wyznaczono dowódcę S.3, którym został podporucznik marynarki Andrzej Jaraczewski, a 28 lipca ścigacz wcielono do służby. W odróżnieniu od ścigaczy S.1 i S.2, S.3 nie przeszedł w późniejszym terminie na własność Marynarki Wojennej, a jedynie pozostał dzierżawiony.

## Opis konstrukcji
Długość całkowita okrętu wynosiła 19,2 m (63 stopy), szerokość 5 m, a średnie zanurzenie 1,3 m. Wyporność standardowa wynosiła 24 tony angielskie (ts), pełna około 31 ts. Napęd stanowiły dwa lotnicze silniki benzynowe Rolls-Royce Merlin, o mocy 1100 KM każdy. Prędkość maksymalna na próbach wynosiła 40 węzłów, w służbie nie przekraczała 35 węzłów. Etatowa załoga składała się z 11 osób, w tym dwóch oficerów oraz dziewięciu podoficerów i marynarzy.
W pierwotnej konfiguracji po ukończeniu uzbrojenie ścigacza stanowiło pojedyncze działko automatyczne Oerlikon kalibru 20 mm na pokładzie rufowym oraz cztery karabiny maszynowe Lewis kalibru 7,7 mm, umieszczone po dwa w wieżyczkach na śródokręciu, po bokach nadbudówki. Ponadto okręt miał początkowo zabierać do dziesięciu bomb głębinowych (prawdopodobnie zamiast działka), ale w chwili wejścia do służby ich liczbę ograniczono do czterech, a w sierpniu 1940 roku do dwóch.
Jesienią 1941 roku podczas remontu S.3 został przezbrojony. Pozostawiono działko Oerlikona na pokładzie rufowym, natomiast zdemontowano wieżyczki z karabinami maszynowymi. W zamian okręt otrzymał zdwojony wielkokalibrowy karabin maszynowy Vickers kal. 12,7 mm w wieżyczce typu Frazer-Nash, umieszczonej w osi symetrii kadłuba na nadbudówce, oraz dwa podwójne karabiny maszynowe Lewis kal. 7,7 mm na podstawach kolumnowych na burtach na wysokości stanowiska dowodzenia. Ponadto, dzięki wzmocnieniom pokładu rufowego, miał możliwość postawienia do 18 małych min morskich po 30 kg. Miny te, określane jako typ „R” były pływające, połączone linami o długości 33 m. Tworzyły zagrodę stawianą na kursie wrogich statków, tonącą po około godzinie.

## Służba
S.3, razem z bliźniaczym S.2, wszedł po przyjęciu do służby 28 lipca 1940 roku w skład 3 Flotylli MA/SB (od 1941 roku: MGB) stacjonującej w Dartmouth, a następnie Fowey. Do podstawowych zadań działających na kanale La Manche ścigaczy należała ochrona własnych konwojów przybrzeżnych i patrole ofensywne w kierunku wybrzeży okupowanej Francji. W 1940 roku, w związku z groźbą inwazji na Anglię, S.2 i S.3 były intensywnie wykorzystywane także do patroli rozpoznawczych. Wchodząc do akcji od 14 sierpnia, S.3 odbył w tym miesiącu siedem patroli. Między innymi dzięki dbałości o silniki przez polską załogę, do września miał najwięcej godzin w ruchu (150) spośród ścigaczy Flotylli od czasu jej powstania.
Przez kolejne niemal trzy lata S.3 działał na wodach przybrzeżnych, kilkakrotnie wchodząc w kontakt bojowy z przeciwnikiem. Ulegał jednak także stosunkowo licznym awariom i uszkodzeniom bojowym, poczynając od wejścia na mieliznę North Goodwin na wschód od Dover w nocy 3/4 września 1940 roku razem ze ścigaczem S.2. Oba ścigacze zostały unieruchomione na czas odpływu, przy czym S.3 uszkodził jeden z wałów napędowych i śrubę, i według części relacji musiał być odholowany do bazy. Z powodu naprawy uszkodzeń, nie brał udziału w osłonie bombardowania Cherbourga 23 września. 25 listopada 1940 roku za ścigaczem detonowała u wejścia do Fowey mina magnetyczna, powodując poważne uszkodzenia kadłuba, w tym złamanie stępki (według innych źródeł było to 25 października). Od zniszczenia okręt uratowała duża prędkość, utrzymywana po ucieczce przed ostrzałem przez niemiecki samolot kilka minut wcześniej, jednakże trzech członków załogi doznało potłuczeń. Do służby po remoncie S.3 powrócił dopiero w czerwcu 1941 roku. Już jednak 17 czerwca przy powrocie z patrolu wszedł we mgle z dużą prędkością ok. 35 węzłów na skały koło Falmouth, uszkadzając dziób. Remont trwał od 20 czerwca do grudnia 1941 roku. W czasie remontu ścigacz przezbrojono, dodając wielkokalibrowe karabiny maszynowe i miny.
16 stycznia 1942 roku wraz ze ścigaczem MGB 8 zaatakował w nocy niemiecki patrolowiec na redzie portu Boulogne. MGB 8 obrzucił patrolowiec bombą głębinową, a S.3 osłaniał go, ostrzeliwując niemiecki okręt z broni maszynowej, lecz od bliskich wybuchów doznał rozszczelnienia dziobu. Od 1 lutego do 17 kwietnia ponownie był remontowany. W nocy z 8 na 9 czerwca 1942 roku uczestniczył z dwoma ścigaczami w starciu z niemieckimi trawlerami koło Dunkierki. 21 czerwca 1942 roku wyszedł na patrol ze ścigaczem S.2, lecz musiał zawrócić z powodu awarii silnika i nie wziął udziału w starciu samotnego S.2 z sześcioma niemieckimi kutrami torpedowymi. W nocy 20/21 lipca oba polskie ścigacze zostały ostrzelane przez baterie nadbrzeżne w Dunkierce, bez strat.
7 sierpnia 1942 roku S.3 wziął udział w ataku na konwój niemiecki wraz z S.2, MGB 41 i działającymi osobno trzema ścigaczami torpedowymi. W jego trakcie polskie ścigacze walczyły z czterema niemieckimi kutrami torpedowymi, a S.3 osłaniał ścigacz S.2 z uszkodzonym napędem. Polskie ścigacze prawdopodobnie uszkodziły jeden niemiecki. 22 września S.3 i dwa brytyjskie ścigacze były atakowane przez trzy myśliwce Messerschmitt Bf 109, przy czym jeden samolot został prawdopodobnie zestrzelony lub uszkodzony; na S.3 nie było ofiar. W nocy 5/6 października 1942 roku S.3 z S.2 i trzema ścigaczami stawiały miny na kursie konwoju z Boulogne do Dunkierki, prawdopodobnie uszkadzając jednostki konwoju, co stwierdzono po ośmiu wybuchach. Podobny był przebieg wydarzeń w nocy 11/12 października, przy tym usłyszano jeden wybuch, a ścigacze były ostrzelane z brzegu.
Z uwagi na zużycie, S.3 został wycofany z polskiej służby 16 maja 1943 roku, a następnie zwrócony Brytyjczykom 20 maja 1943 roku w Dover. Mimo uszkodzeń spędził 251 dni w morzu, biorąc udział w 97 patrolach i operacjach, w tym pięciu potyczkach. Polska załoga obsadziła wkrótce wydzierżawiony od Royal Navy MGB 113, pod polskim oznaczeniem S.4.
Dawny S.3 został sprzedany w 1945 roku w ręce prywatne, został przebudowany na jacht motorowy „Freelance”, który istniał jeszcze w 2014 roku. W 1977 roku brał udział w paradzie z okazji 25-lecia panowania Elżbiety II; obecny wówczas na pokładzie był jego dawny dowódca Andrzej Jaraczewski. Wymieniono na nim w toku eksploatacji silniki na bardziej ekonomiczne.

### Dowódcy
| Stopień, nazwisko                                       | początek         | koniec           |
| ppor. mar. Andrzej Jaraczewski od 3 maja 1941 por. mar. | 11 lipca 1940    | 25 września 1941 |
| ppor. mar. Maciej Bocheński                             | 26 września 1941 | marzec 1943?     |
| ppor. mar. Roman Dulla (po.)                            | 12 stycznia 1943 | 16 kwietnia 1943 |
| ppor. mar. Ludwik Antoszewicz                           | 16 kwietnia 1943 | 16 maja 1943     |

W skład załogi wchodził m.in. jako oficer wachtowy ppor. mar. Tadeusz Lesisz (11 lipca – 9 grudnia 1940).